# Haapasaari (ö i Norra Österbotten, Koillismaa, lat 65,96, long 29,96)
Haapasaari är en ö i Finland. Den ligger i sjön Kivijärvi och i kommunen Kuusamo i den ekonomiska regionen  Koillismaa ekonomiska region  och landskapet Norra Österbotten, i den nordöstra delen av landet, 700 km norr om huvudstaden Helsingfors. Öns största längd är 20 meter i sydöst-nordvästlig riktning.